# Nikolaïev (croiseur)
Pour les articles homonymes, voir Nikolaïev.
Le Nikolaïev est un croiseur lance-missiles de la classe Kara ayant servi dans la flotte de la mer Noire de la marine soviétique.

## Historique
Il est lancé le 19 décembre 1969 et mis en service le 31 décembre 1971 au chantier naval des 61 Communards. Le 8 février 1972, il rejoint la 30e division de navire de surface de la flotte de la mer Noire. Entre le 26 septembre et le 1er octobre 1973, le croiseur effectue une visite à Split, en Yougoslavie, puis, entre le 15 et le 21 avril 1981 à La Havane, à Cuba. Le 9 avril 1984, il est réaffecté dans la flotte du Pacifique. Le 16 juillet 1986 dans la nuit, il entre en collision avec le destroyer Strogy lors d'exercices en mer du Japon. Après de légères réparations à Dalzavod (Vladivostok), il navigue vers Sébastopol, puis Nikolaïev, sa ville homonyme. Le 1er novembre 1987, le Nikolaïev rejoint sa ville homonyme pour des réparations majeures. En avril 1992, celles-ci sont annulées, s'ensuit alors une mise hors service le 29 octobre 1992. Le 10 août 1994, il est remorqué en vue de sa démolition en Inde.